# Cetrería en Venezuela
La cetrería en Venezuela se ha practicado desde la época colonial, al igual que en el resto de América. En este país los cetreros cultivan y preservan esta actividad, patrimonio cultural inmaterial de la humanidad. Desde el año 2012 han surgido organizaciones legalmente registradas con el fin de proveer de un marco jurídico organizado a esta disciplina. En el año 2018 se realizaron los primeros eventos nacionales de cetrería y ensayos de control biológico con aves de presa entrenadas.

## Historia

### Período colonial
Durante todo el período de la Venezuela hispánica se evidenció interés por las aves de presa. En las bitácoras de las jornadas náuticas de 1647 se enumeraban cuidadosamente las observadas en las riberas del río Apure.
En los movimientos de reconocimiento y conquista española de los llanos de la Venezuela profunda, el zamuro (Coragyps atratus) tuvo un papel importante como avanzadilla. Se adelantaba espontáneamente a los sitios de poblamiento más ocultos o inmersos en lugares recónditos de las selvas de galería según describe Fray Jacinto de Carvajal.
La práctica de la cetrería en la Venezuela colonial se señala en ensayos descriptivos de la fauna, además, en la recopilación de leyes de los reinos unidos de las indias, volúmenes 3-4 capítulo 6, ley XX emitida por cédula del 14 de octubre de 1783 se estableció «Que el pan cocido, caballos, moneda, libros y aves de cetrería no se pague alcabala» lo que muestra como una actividad común el intercambio comercial de aves para cetrería en la Venezuela del siglo XVIII.

### Período republicano
El interés por las aves de presa continúa en el período republicano, durante el año 1883, se celebró la exposición nacional del centenario, en aquel entonces, Antonio Leocadio Guzmán exhibió viva un águila arpía (Harpia harpyja) de su propiedad, en esa oportunidad se expusieron ejemplares embalsamados de gavilanes provenientes de Barquisimeto y otras aves de presa, entre ellas un zamuro albino proveniente de La Guaira y un Rey Zamuro. En 1888  el Museo Nacional de Caracas se exhibían plumas remeras de un ejemplar de cóndor, registrado como existente en la cordillera de Mérida, donde se le conocía con el nombre de gavilucho, y varios ejemplares de falconiformes embalsamados, y accipiter provenientes de la capital y el estado Zulia.

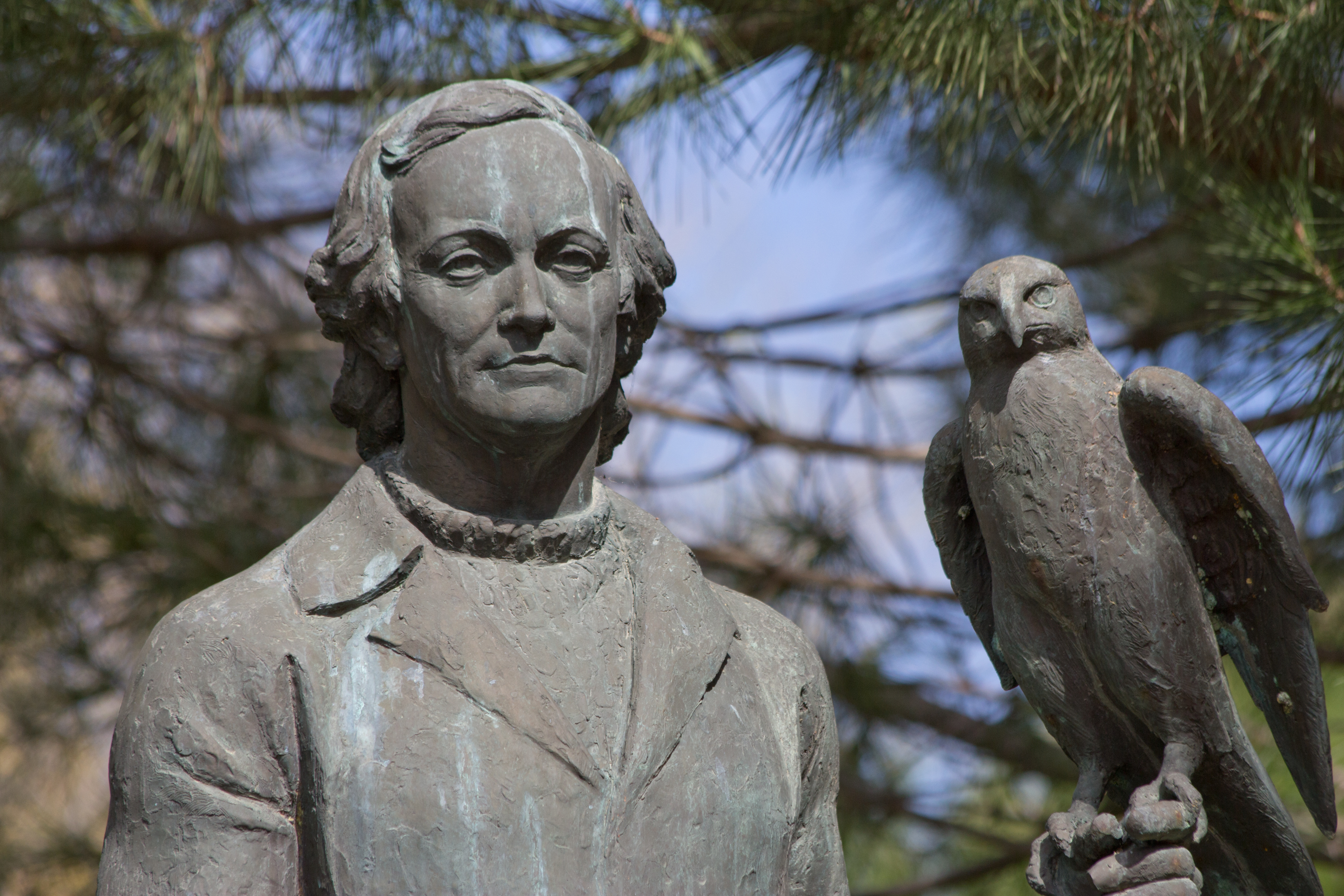
Félix Rodríguez de la Fuente

La colección ornitológica William Phelps nació en el año 1938 y en ella se exhiben más de 83000 especímenes anatómicos y entre ellos ejemplares de aves rapaces propias de Venezuela.

#### sigloXX
La primera experiencia de cetrería de la cual se tenga registro detallado en Venezuela, tuvo lugar en el año de 1958, para ese entonces Oscar Waldemar Romer, tenía en su casa ubicada en Valencia, estado Carabobo, un ave comprada por sus hijos Ricardo Enrique Romer (1948-2016) y Waldemar Romer (1952-2021) en una tienda agropecuaria  de la ciudad de Valencia, era un «gavilán primito» (como suelen llamar en Venezuela al Falco sparverius). Luego de que el ave hubo completado la muda, en 1959, Oscar Waldemar y sus hijos lograron «soltar pihuelas» como los cetreros llaman al momento en el que un ave entrenada para la cetrería vuela libre por primera vez, este halcón cernícalo era un torzuelo Pasajero al que llamaron Carlitos.
En 1960 la familia Romer se mudó a Estados Unidos y el cernícalo se quedó en Venezuela al cuidado de los colaboradores de la empresa de Oscar Romer hasta la muerte del ave en 1962.
En 1973, y Álvaro Darío Maldonado Blaubach, era el dueño de una hacienda y reserva ecológica llamada Hato el frío ubicada en Mantecal estado Apure; Álvaro Maldonado tenía el proyecto de establecer en el estado Apure un rancho cinegético e invitó a la hacienda al naturalista, divulgador ambientalista y cetrero español Félix Rodríguez de la Fuente, quien ya estaba rodando su serie El hombre y la Tierra, la visita de Félix a "El frío" dio origen a una amistad que –según Ávaro Maldonado- motivó a Rodríguez de la Fuente a decidirse vivir en Venezuela luego de terminar de filmar en Alaska. De hecho, uno de los capítulos de la serie El Hombre y la Tierra titulado paraíso de Aves fue filmado, en los terrenos del hato El Frío. Rodríguez de la Fuente, practicó esta modalidad de caza en tierras venezolanas en 1974, manejó halcones aplomados y águilas de Harris –poco conocidos para entonces en la cetrería de Europa– también en los llanos de Venezuela, un biólogo llamado José Luis Gómez Carredano, colaborador de don Félix, se quedó a vivir en el país suramericano y adquirió una finca en el Estado Guárico en el año de 1980 y allí estableció un centro de entrenamiento y exhibición de rapaces, en 1984, realizó proyectos usando aves entrenadas con Estudiantes del Liceo Ramon Buenahora y el programa Expedición, Cazadoras del aire de RCTV.  Gómez Carredano falleció en 1996 y su proyecto fue abandonado.  
Hasta el final del siglo XX, la cetrería en Venezuela se practicó de manera individual, por cetreros autodidactas, y algunos entusiastas del arte o bien veterinarios y ecologistas que desde esa época se valen de las técnicas de cetrería para lograr la rehabilitación de aves de presa. Además de las menciones que al respecto podemos encontrar en la literatura y trabajos de investigación publicados para entonces.
En ese contexto, desde 1992, el veterinario Alexander Blanco Márquez y su equipo de colaboradores trabajan en el proyecto de conservación del águila harpía en Venezuela en la Reserva forestal de Imataca.
En noviembre de 1994 se publicó una resolución ministerial firmada por Roberto Pérez Lecuna, en la que se establecía una lista detallada de especies aptas para la cacería deportiva y su uso como mascotas o aves de cetrería, esta regulación fue la primera ley del período republicano de Venezuela en la que aparece la palabra cetrería.

#### sigloXXI
En el Siglo XXI se producen las primeras iniciativas de organización por parte de los cetreros venezolanos y los primeros eventos nacionales de cetrería, en simultáneo con el auge de los medios de comunicación en plataformas digitales y el acceso a información en formato electrónico, la declaración de la cetrería como patrimonio cultural de la humanidad y el incremento en la práctica de este arte alrededor del mundo. Durante este período se firma la primera ley de cetrería en Venezuela y se autoriza la instalación de un centro de cría en cautiverio de aves rapaces para su uso en cetrería

## Organizaciones
La práctica organizada de la cetrería y el manejo de aves rapaces dentro de instituciones debidamente registradas en Venezuela es un hecho reciente en comparación con otros países de la región.

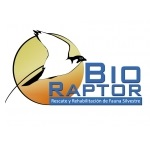
Logo de la Fundación Bioraptor

En 2012 se creó la Fundación BioRaptor, una organización sin ánimo de lucro, con el objeto de rescatar, rehabilitar, adiestrar y usar aves de presa, además de «la preserva del equilibrio ecológico a través de sus plantas y animales». Esta organización también incorporó entre sus estatutos fundacionales el «adiestramiento y uso de perros en la búsqueda de y rastreo de fauna nociva en aeropuertos y cultivos».

La Fundación Esfera fue registrada en 2013 a fin de darle figura jurídica y protección al proyecto de conservación del águila harpía.

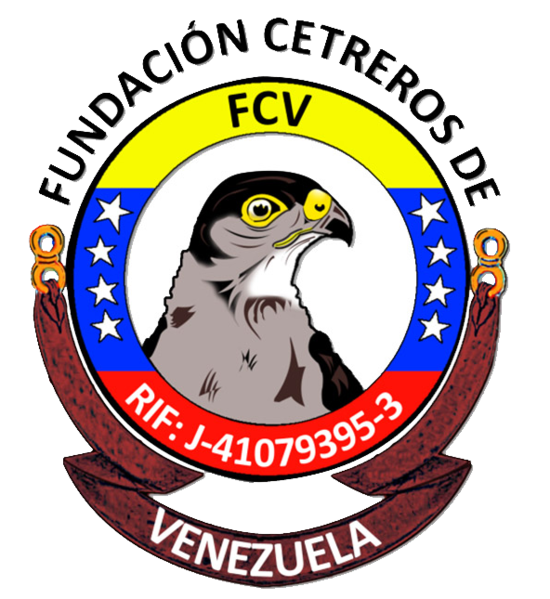
Logo Fundación Cetreros de Venezuela

En 2017 se registró la Fundación Cetreros de Venezuela, con el fin de promover el desarrollo de la cetrería en Venezuela, y la protección de las aves de presa y su entorno.

## Práctica
Luego de que en el año 2017, los cetreros venezolanos lograran reunirse y entregar un proyecto a las autoridades en materia ambiental de su país. La práctica de esta disciplina comenzó a organizarse y sistematizarse, dos ejemplos son el «Registro Único de Aves de Cetrería» (RUAC) y el «Registro Unificado de Cetreros» (RUC), una base de datos nacional con la información de los cetreros y las aves que se usan en esta actividad dentro del territorio venezolano.
En Venezuela no se realizaba el control biológico con aves de presa hasta el año 2018, año en el cual ese servicio comenzó a ensayarse y registrarse en instalaciones comerciales, deportivas y en un aeropuerto.
Ambas modalidades de este arte cinegético tienen lugar en la cetrería venezolana, el alto vuelo tiene mayor incidencia en los llanos del estado Apure, siendo esta entidad un territorio plano casi totalmente, con extensas llanuras y muy pocos accidentes de terreno, lo que le ofrece a los practicantes de esta modalidad de cetrería una locación acorde con esa forma de caza. Respecto al bajo vuelo, ese estilo resulta ser el más común este país lo que se evidencia en la proporción de aves usadas en este deporte, siendo el águila de harris la especie de rapaz más empleada en la cinegética venezolana.

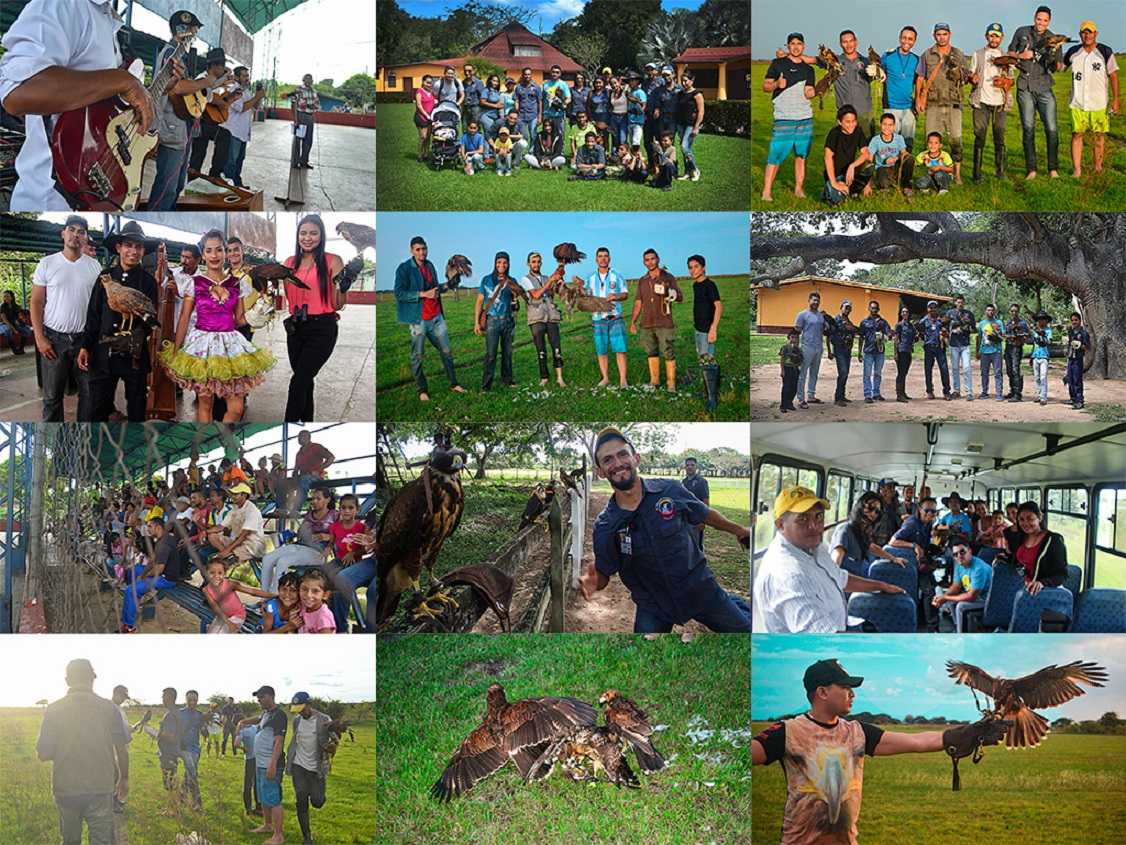
Primer encuentro nacional de cetreros de Venezuela

Durante el año escolar 2018-2019 Venezuela se convierte en el primer país latinoamericano en ofrecer a los estudiantes de una escuela secundaria, una asignatura electiva llamada “cetrería y conservación de aves de presa” diseñada para desarrollar en los estudiantes a través de los conceptos y las prácticas relacionadas con la cetrería, una base cognoscitiva y ética que le permita entender la importancia del uso responsable de los recursos naturales propios de su entorno. Esto fue posible gracias al programa que ofrece el Ministerio del Poder Popular para la Educación en las escuelas secundarias, con el nombre de CRP o grupos estables de creación recreación y producción y el convenio entre el Liceo Bolivariano Miguel Ángel Escalante y la Fundación Cetreros de Venezuela.
Entre los días 15 y 17 de noviembre de 2018, en el marco del aniversario de la declaración de la cetrería como patrimonio cultural de la humanidad, tuvo lugar el primer encuentro nacional de cetreros, en la localidad de Mantecal Estado Apure, con la asistencia de 23 participantes. Las actividades incluyeron: una entrevista de radio a los miembros de una organización de cetrería, una exposición y conferencia sobre cetrería y preservación de las aves de presa, salidas al campo en los predios del Hato el Cedral y actos culturales.
En marzo de 2019, luego de meses de trabajo conjunto entre el ministerio del ambiente y la fundación cetreros de Venezuela, se firmó la resolución 686 que ha de regir la práctica de la cetrería en todo el territorio nacional. Con esta ley queda totalmente legalizada esta disciplina en el país suramericano.
En diciembre de 2020, luego de más de un año de revisión por parte del Ministerio del Poder Popular para el Ecosocialismo, la autoridad ambiental venezolana firmó la providencia 00036 que autoriza la instalación por parte de la Fundación Cetreros de Venezuela del primer centro de cría en cautiverio de aves rapaces para su uso en cetrería.

### Aves más usadas
| Especie                  | Nombre común       | Imagen | Porcentaje |
| ------------------------ | ------------------ | ------ | ---------- |
| Parabuteo unicinctus     | Águila de harris   |        | 32%        |
| Falco femoralis          | Halcón aplomado    |        | 26%        |
| Buteo magnirostris       | Gavilán habao      |        | 11%        |
| Falco sparverius         | Halcón cernícalo   |        | 5%         |
| Geranoaetus albicaudatus | Águila cola blanca |        | 5%         |
| Accipiter bicolor        | Gavilán bicolor    |        | 5%         |

## Legalidad
La ley de protección de la fauna silvestre contempla la cacería deportiva y establece en su reglamento el uso de animales de cobro, y la resolución nro 102 del Ministerio del ambiente y los recursos naturales no renovables, de fecha 28 de octubre de 1996, publicada en Gaceta oficial N°5108 de fecha 6 de noviembre de 1996 estableció en su artículo 1, sección II una lista con las especies de aves de cetrería. La ley de gestión de la diversidad biológica, publicada en el año 2008 regula el acceso y uso sustentable de los componentes de la fauna silvestre. Con estos fundamentos jurídicos, los cetreros venezolanos consignaron un proyecto ante el Ministerio del Poder Popular para Ecosocialismo, con el título «Cetreros de Venezuela», a fin de proveer al poder ejecutivo de los insumos y la información necesaria que le permitiera emitir en desarrollo conjunto con la FCV la resolución que regule la cetrería y sus actividades conexas en el territorio nacional. En noviembre de 2018, luego de un encuentro con los cetreros venezolanos el ministro de ecosocialismo Heryck Rangel, se comprometió firmar la resolución correspondiente.
La resolución 686 del ministerio del poder popular para el ecosocialismo de fecha 20 de marzo de 2019, regula la cetrería en todo el territorio nacional, contemplando aspectos como la cría en cautividad, la cacería por técnicas de cetrería, la rehabilitación de aves rapaces y la venta de ejemplares de aves de presa para su uso en cetrería.

## Reconocimientos
- Premio Whitley 2017: veinte años de lucha para salvar al águila más grande del mundo en Venezuela[31]
- Federación Mexicana de Halconería (Miembro honorífico a cetreros de la F. C. V., año 2017)
- Asociación Española de Cetrería y Conservación de Aves de Presa (Reconocimiento por el aporte al arte de la cetrería a los cetreros de la F. C. V., 2018)[23]
- Asociación de Cetrería del Nordeste del Brasíl (Reconocimiento por la conservación de las rapaces y la consolidación del arte de la cetrería, 2018)[23]
- International Association for Falconry (Miembro en calidad de observador, 2018)[32]